# Contresens (album)
Pour les articles homonymes, voir Contresens.
Contresens est un album de compilation sorti sous le label Fnac en 1991, offrant des inédits de 20 groupes et chanteurs français dont les bénéfices étaient destinés à la Fédération hospitalière de France.
Parmi les artistes, figurent notamment Étienne Daho, Philippe Katerine, Jean-Louis Murat, Gamine, The Little Rabbits, Kid Pharaon ou encore Surrenders. L’argent récolté a servi à financer une Fondation pour le développement sanitaire et social dans les pays de l'Est.

## Titres
1. Les Objets : L'hiver est là
2. Gamine : Monsieur question mark
3. Jean-Louis Murat : N'attends rien
4. Kid Pharaon merry go round : Broken Houses
5. Via Romance : Le Plus Beau Jour de ma vie
6. Étienne Daho : Stay with Me
7. Chelsea : L'Ange que j'étais
8. Suspense : Thinking of the Past
9. Dominique Dalcan : Comment faut-il faire ?
10. Forguette Mi Note : Petite Bouteille
11. The Little Rabbits : The Daily Train
12. Passion Fodder : I Swear I'll See You Hung
13. Marie Audigier : Un voyage
14. Unknown Pleasures : Road Movies
15. Les Freluquets : Les Amants
16. Mister Moonlight : Now M'm Down
17. Les Enfants Terribles : The Road
18. Eleonora : Le Meilleur de nos jours
19. Mobile Hoovers : Ghost of Marson Moor
20. Surrenders : Garden of Delight
21. Philippe Katerine : Jeannie Longo